# Internationales Dachsbergturnfest
Das Internationale Dachsbergturnfest ist ein traditionelles mehrtägiges Bergsportfest, das bei Dachsberg im Landkreis Waldshut, Baden-Württemberg, Deutschland, auf dem Dachsberg stattfindet.

## Geschichte
Die Geschichte des Dachsbergturnfestes ist eng mit der Vereinsgeschichte des Turn- und Sportvereins Dachsberg verknüpft, der am 15. März 1952 gegründet wird. Grundlage für das Dachsbergturnfest bildet ein Vorstandsbeschluss unter Egon Berger vom 26. April 1952, auf dessen Basis ein Waldsportplatz auf dem Dachsberg geschaffen wird. Willi Röthenmeier entwickelt die Idee für ein Bergturnfest auf dem Dachsberg, ganz in der Tradition der Turnbewegung des 19. Jahrhunderts. Am 1. Mai 1952 beginnen die Bauarbeiten. Die Turner des Vereins generieren über Veranstaltungen zusätzliche Finanzmittel, um den Bau und die Vereinskasse auf eine solide Grundlage zu stellen. Am 7. September desselben Jahres wird die neue Anlage mit einem Herbstfest und Schauturnen eingeweiht, an dem sich auch der Turnverein Waldshut beteiligt.
Das erste Dachsbergturnfest findet am 23. September 1953 statt, 240 Teilnehmer sind vor Ort. Mit der Gemeinde kann ein Pachtvertrag für den Waldsportplatz geschlossen werden, am 15. April 1954 beschließt der Verein daher, eine Gerätehalle zu errichten, um Turngeräte vor dem Wetter geschützt einlagern zu können. 1955 wird erstmals ein Bergturnfestsieger ermittelt, es wird Eugen Keller aus Bad Säckingen. Anlässlich des 12. Dachsbergturnfestes am 29. August 1965 sind bereits 664 Wettkämpfer am Start. Beim 15. Dachsbergturnfest im September 1968 wird für den 1962 verstorbenen Willi Röthenmeier ein Gedenkstein enthüllt, der den Initiator des Dachsbergturnfestes würdigt. Am 2. September 1973 wird zusammen mit dem Dachsbergturnfest erstmals ein Volksmarsch veranstaltet. Beim 22. Dachsbergturnfest am 7. September 1975 wird mit 696 Aktiven ein neuer Teilnehmerrekord aufgestellt. Zum 25. Jubiläum am 3. September 1978 beteiligt sich der Spielmannszug Waldshut, bei einem Festbankett werden zehn Gründungsmitglieder geehrt. Beim 29. Dachsbergturnfest am 5. September 1982 geht der Bergturnfestsieg erstmals an ein Vereinsmitglied, Edwin Ebi. Anlässlich des 37. Dachsbergturnfestes vom 31. August bis zum 2. September 1990 ist der Südwestrundfunk vor Ort und berichtet für seine Sendung Sport unter der Lupe. Eine Fahnenweihe und ein Festbankett runden die Veranstaltung ab.
Das Jahr 1992 bringt eine wichtige Veränderung mit sich. Erstmals wird das Dachsbergturnfest international ausgeschrieben. Es nennt sich nun dementsprechend Internationales Dachsbergturnfest. Für ihre Verdienste werden die Mitglieder Reinhold Berger und Manfred Ebner beim 40. Internationalen Dachsbergturnfest mit der Gau-Ehrennadel gewürdigt.
Schon einen Tag nach dem 49. Dachsbergturnfest im Jahr 2002 beginnen die Planungen für einen zeitgemäßen Umbau des Waldsportplatzes, der attraktive Sportstätten vorsieht. Die bisherige Anlage für das Kugelstoßen wird eingeebnet und terrassenförmig angelegt. Die Anlage für den Weitsprung wird so erweitert, dass sie künftig für Beachvolleyball geeignet ist. Die bisherige Anlaufbahn für den Weitsprung verwandelt sich in einen Hartplatz., die Bahn für 100-Meter-Läufe wird komplett neu aufgebaut. Die sanitären Anlagen mit Duschen und Toiletten werden saniert. Mitte September 2002 beginnen die Erdarbeiten, bis Ende November helfen die Vereinsmitglieder tatkräftig. Ab März 2003 können die Arbeiten fortgesetzt und durch ehrenamtlichen Einsatz pünktlich zur Jubiläumsveranstaltung des 50. Internationalen Dachsbergturnfestes abgeschlossen werden.
Gleich zehn Mal wird der Schweizer Res Ott vom Turnverein Hüntwangen im Kanton Zürich Sieger des Internationalen Dachsbergturnfestes.

## Sportarten
Beim Internationalen Dachsbergturnfest werden Leichtathletik, Turnen, Volleyball und Wandern angeboten.

## Sportdisziplinen
- Beachvolleyball
- Bodenturnen
- Crosslauf (1.000 Meter)
- Gerätturnen (Barren, Reck, Schwebebalken, Seitpferd, Stufenbarren)
- Kugelstoßen (3, 4, 5, 6 und 7,26 Kilogramm)
- Lauf (50, 75 und 100 Meter)
- Nordic Walking (5 Kilometer)
- Orientierungslauf (2 und 3,5 Kilometer für Einsteiger, 4 Kilometer für Fortgeschrittene)
- Pendelstaffel (6 × 60 Meter)
- Standweitsprung
- Steinstoßen (15 Kilogramm)
- Vollballwurf (800 Gramm, 1 Kilogramm)
- Wälder-Wettkampf (Holz stapeln, Baumstamm sägen, Nägel einschlagen etc.)
- Wandern (5 und 10 Kilometer)
- Weitsprung[5]

## Ehrungen
Sieger werden unter anderem mit Wanderpreisen für Mannschaftswettkämpfe ausgezeichnet.

## Rahmenprogramm
Im Rahmen des Internationalen Dachsbergturnfestes werden Lehrgänge für Anfänger und Fortgeschrittene im Nordic Walking angeboten. 2009 wird zudem erstmals ein Aerobic-Nachmittag veranstaltet. In einem Festzelt am Waldsportplatz sorgt eine Band für Kurzweil bei Tanz, Unterhaltung, Speis und Trank. Aerobic-, Tanz- und Turn-Shows und -Performances gehören dazu.

## Teilnehmer
Internationale Teilnehmer sind zugelassen, ebenso alle Altersgruppen, Kinder und Jugendliche, Erwachsene inkl. Senioren.

## Veranstalter
Veranstalter des Internationalen Dachsbergturnfestes ist der Turn- und Sportverein Dachsberg für den Markgräfler Hochrhein-Turngau.

## Sponsoren
Als Sponsor für das Internationale Dachsbergturnfest ist ein regionales Kreditinstitut gewonnen worden.